# 捷爾諾沃
48°4′5″N 23°43′56″E / 48.06806°N 23.73222°E

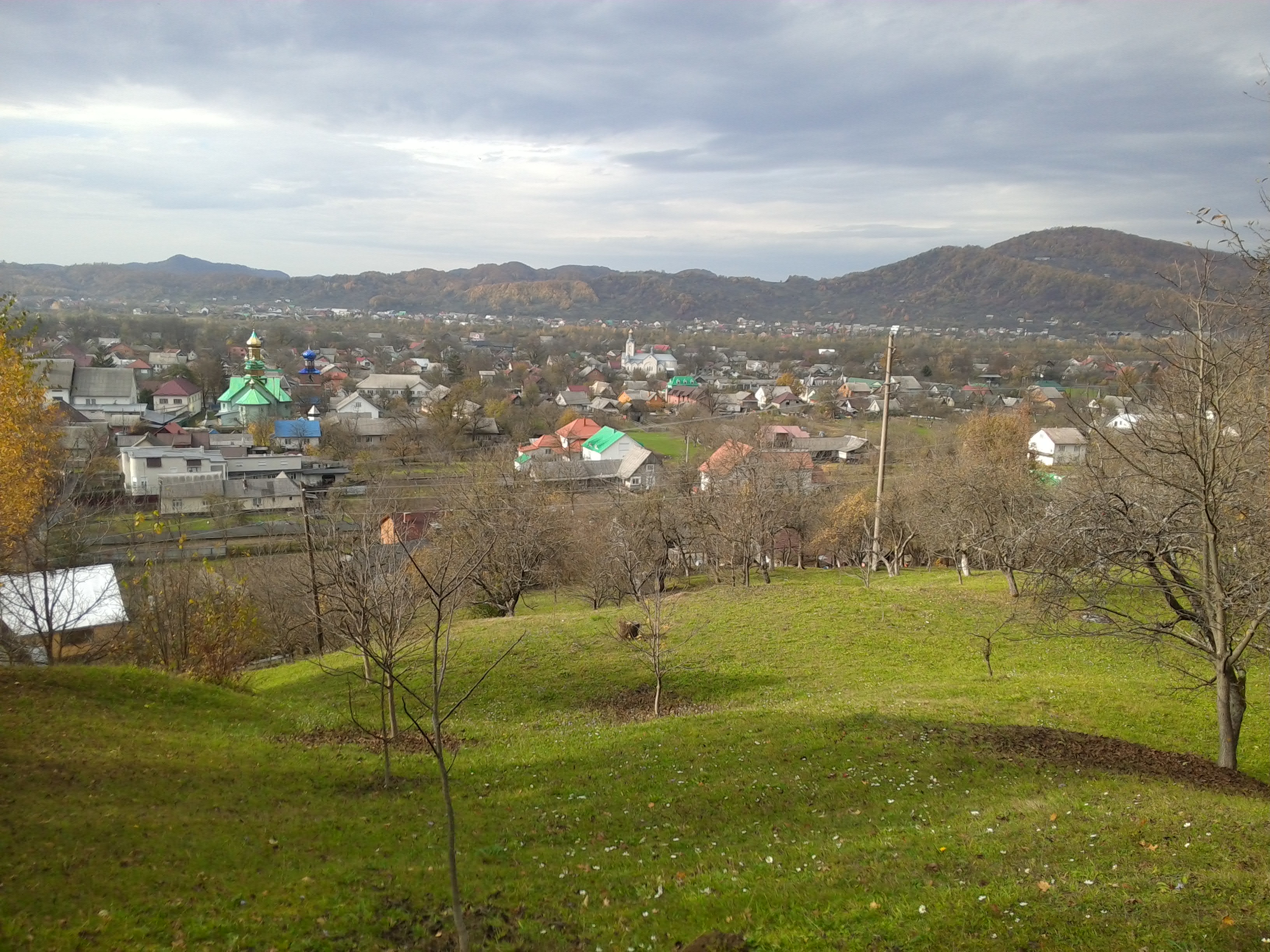

捷爾諾沃（烏克蘭語：Терново），是烏克蘭的村落，位於該國西部外喀爾巴阡州，由佳切夫區負責管轄，始建於1404年，面積12平方公里，海拔高度277米，2001年人口4,302，人口密度每平方公里358.5人。